# Keelingova křivka

Koncentrace atmosférické oxidu uhličitého (měřeno na Mauna Loa na Havaji). Měsíční měření CO_{2} zobrazuje sezónní oscilace se stoupajícím trendem. Maximum je každý rok, když je na severní polokouli pozdní jaro, a klesá během vegetačního období, tak jak rostliny odstraňují část atmosférického CO_{2}.

Keelingova křivka je grafické znázornění průměrné globální koncentrace stopového plynu oxidu uhličitého (CO2) v zemské atmosféře od roku 1958. Byla pojmenována po Charlesi Davidu Keelingovi ze Scrippsova oceánografického institutu. Jako první prokázal, že koncentrace skleníkových plynů se zvyšuje v důsledku změn ve využívání půdy a spalování fosilních paliv. Křivka vykazuje charakteristický kolísavý roční průběh, který odráží vegetační cyklus severní polokoule. Na jaře a v létě (na severu) převažuje příjem CO2 rostlinami, což se projevuje poklesem koncentrace – s časovým zpožděním v závislosti na místě měření. Na podzim a v zimě uvolňuje vegetace čisté množství CO2, což vede ke zvýšení jeho koncentrace.
Keelingova křivka má v historii výzkumu klimatických změn zvláštní postavení, protože byla považována za důležitý důkaz globálního oteplování způsobeného člověkem, které bylo v té době formulováno pouze jako hypotéza. Z naměřených dat i z průběhu křivky byly získány významné vědecké poznatky. V roce 2015 ji Americká chemická společnost ocenila titulem Národní historická chemická památka.
V roce 2005 vzdal fyzik a ekolog Charles Kennel hold Keelingovým vědeckým úspěchům slovy:
„Metrologické důkazy Charlese Davida Keelinga o globálním nárůstu koncentrace oxidu uhličitého v atmosféře byly výchozím bodem pro dnešní velké obavy z globálního oteplování. Jedná se o nejdůležitější environmentální záznam 20. století.“ — Charles Kennel  

## Důsledky Keelingovy křivky
Většina vědců do doby před zveřejněním Keelingovy křivky předpokládala, že je veškerý uhlík uvolněný do zemské atmosféry spalováním fosilních paliv absorbován oceány, nebo zemskou vegetací. Křivka však ukázala, že se oxid uhličitý v zemské atmosféře hromadí rychleji, než mohou uhlíkové sinky pojmout.

## Měření
Charles David Keeling vyvinul první přístroj pro přesné měření atmosférické koncentrace oxidu uhličitého a začal s ním již v roce 1957 proměřovat též vzorky ovzduší z Jižního pólu. K tomu v roce 1958 přidal kontinuální měření koncentrací atmosférického oxidu uhličitého pomocí přístroje pracujícího na bázi nedisperzní infračervené spektrometrie. Přístroj byl umístěn v observatoři na sopce Mauna Loa na Havaji, daleko od velkých měst a kontinentů. Program monitorování na obou těchto stanicích je dnes kromě Scripps Institution of Oceanography, UC San Diego veden i Národním úřadem pro oceán a atmosféru. Charles David Keeling zemřel v roce 2005, měření však probíhá nadále a to na více než 100 místech po celé zeměkouli pod dohledem jeho syna Ralpha Keelinga. Měření se tak stalo nejdelším měřením koncentrace oxidu uhličitého v atmosféře vůbec.

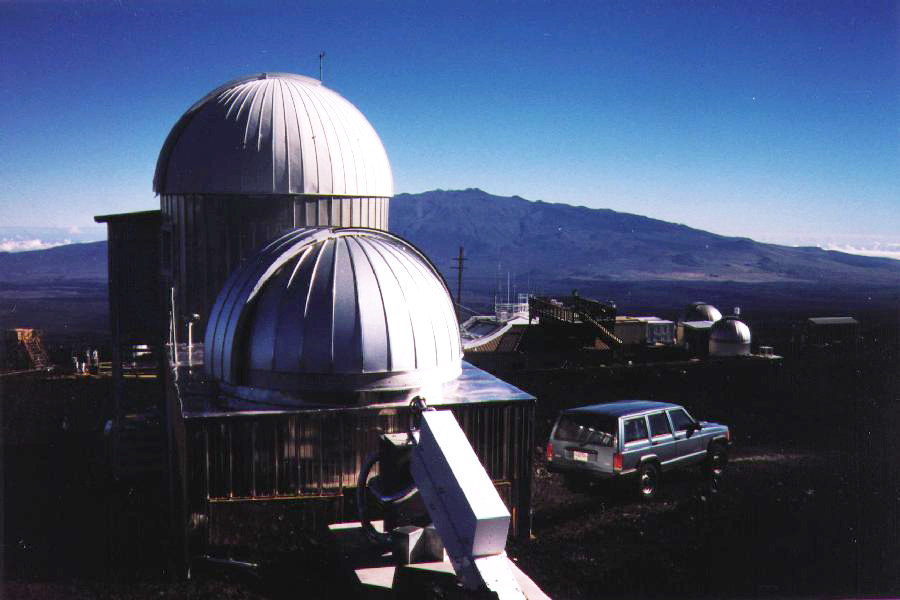
Solární observatoř na Mauna Loa

## Výsledky měření
V roce 1958 byla na Mauna Loa naměřena koncentrace oxidu uhličitého 315 ppm, v dubnu 2014 pak 401 ppm. Toto navýšení je důsledkem zvýšeného spalování fosilních paliv za několik posledních desetiletí (od vrcholu průmyslové revoluce). Pomocí studia vzduchových bublin polárního ledu bylo zjištěno, že se historická (od 9000 let př. n. l.) hladina oxidu uhličitého v atmosféře Země pohybovala v rozmezí od 275 do 285 ppm. Díky výpočtům tak může být Keelingova křivka doplněna i o hladiny atmosférického CO2 před rokem 1958.

## Roční cyklus Keelingovy křivky
Tento cyklus je výsledkem výkyvů plynoucích ze sezónních variací v produkci biomasy. Je to periodický děj týkající se přibližně dvou procent atmosférického oxidu uhličitého v místě Mauna Loa opakující se s periodou jednoho roku. Děj koresponduje s příjmem oxidu uhličitého ve vegetačním období většiny suchozemských rostlin severní polokoule. V období svého růstu totiž rostliny přijímají vzdušný oxid uhličitý, který se stává zdrojem uhlíku pro tvorbu rostlinných těl (koncentrace CO2 v atmosféře klesá). Naopak v období vegetačního klidu, kdy dochází k úhynu rostlin nebo jejich částí (např. opad listů), se z rostlin oxid uhličitý uvolňuje zpět do atmosféry (koncentrace CO2 roste). Z půd a podzemních částí rostlin se oxid uhličitý uvolňuje respirací po celý rok. Asimilace rostlinami převažuje jen během několika měsíců v roce.